# Геро фон Ветин
Геро фон Ветин (на немски: Gero von Brehna; * 1020, † 1089) от род Ветини, е граф на Брена.

## Живот
Той е третият син на Дитрих I, маркграф на Лужица, и на Матилда фон Майсен, дъщеря на маркраф Екехард I от Майсен. Брат е на Дедо I, Фридрих I фон Мюнстер, епископ на Мюнстер от 1064 г., Тимо, Конрад и на Хидда, омъжена за Спитигнев II, херцог на Бохемия (1055 – 1061). По бащина линия той е внук на граф Дедо I фон Ветин и Титбурга.
На 19 ноември 1034 г. баща му Дитрих II е убит от хората на своя зет Екехард II и брат му Дедо I се възкачва на трона.
Геро се жени за Берта († 1089), дъщеря на Зицо II, граф фон Шварцбург († ок. 1075). Той и синовете му участват във въстанието на князете от Източна Саксония против Хайнрих IV. През 1088 г. той отстъпва обаче на императора 158 хуфен земя.
Геро и братята му Фридрих, Дедо, Тимо и Конрад ръководят заедно след 1064 г. манастир Гербщет, който е основан от Ветините.

## Деца
- Дитрих († 1105), граф на Брена, ∞ Гербурга
- Вилхелм († 1116), граф на Камбург, ∞ Гепа фон Зеебург
- Гюнтер (* ок. 1045, † 1089), епископ на Наумбург от 1079 до 1089
- Вила, абатеса на Гербщет
- Тидбурга, монахиня в Гернроде